# Buzz Songs
 (février 2024).
Si vous disposez d'ouvrages ou d'articles de référence ou si vous connaissez des sites web de qualité traitant du thème abordé ici, merci de compléter l'article en donnant les références utiles à sa vérifiabilité et en les liant à la section « Notes et références ».
Albums de Dragon Ash
Mustang!
(1997) Viva la Revolution
(1999)
Singles
1. Hi Wa Mata Noborikuri Kaesu
Sortie : 21 mai 1998 (12cm)
24 juin 1998 (8cm)
2. Under Age's Song
Sortie : 23 juillet 1998

Buzz Songs (バズ・ソングス) est le deuxième album studio du groupe de fusion japonais Dragon Ash, sorti le 2 septembre 1998 au Japon.

## Liste des titres
| No  | Titre                                                  | Durée |
| --- | ------------------------------------------------------ | ----- |
| 1.  | Intro (Bots' Show)                                     | 1:24  |
| 2.  | Cool Boarders                                          | 4:27  |
| 3.  | Don't Worry 'bout Me                                   | 4:28  |
| 4.  | Cherub Rock                                            | 3:29  |
| 5.  | Invitation (Buzz Mix)                                  | 2:58  |
| 6.  | Under Age's Song (Album Mix)                           | 7:10  |
| 7.  | Perfect Government                                     | 5:20  |
| 8.  | Pull Up Roots                                          | 3:56  |
| 9.  | Melancholy                                             | 4:20  |
| 10. | Mustang A Go Go !!!                                    | 4:35  |
| 11. | Hi Wa Mata Noborikuri Kaesu (陽はまたのぼりくりかえす) | 7:13  |
| 12. | Iceman (piste cachée)                                  | 4:46  |